# Лашко
Лашко (словен. Laško, нем. Tüffer) — курортный город и община в Словении. Расположен на востоке центральной части страны, на реке Савиня, в 85 км к востоку от Любляны и в 70 км к юго-западу от Марибора. Впервые упоминается в письменных источниках в 1227 году. Ранее на этом месте находилось древнеримское поселение, однако точное его местоположение неизвестно. Население общины по данным переписи 2002 года составляет 13 730 человек; население города — 4619 человек.
Город известен своими термальными источниками, а также местным пивом. Ежегодно в Лашко проходит фестиваль пива и цветов.